# جنگ هسته‌ای
جنگ هسته‌ای (گاه جنگ اتمی) یک نبرد نظامی یا استراتژی سیاسی است که در آن از تسلیحات هسته‌ای استفاده می‌شود. از آنجا که سلاح‌های هسته‌ای نوعی از جنگ‌افزارهای کشتارجمعی هستند، برخلاف جنگ متعارف، جنگ هسته‌ای می‌تواند در مدت زمانی بسیار کوتاه ویرانی ایجاد کند و عواقب رادیولوژیکی طولانی مدتی دربرداشته باشد.
یک مبادلهٔ هسته‌ای عمده می‌تواند اثرات طولانی مدتی دربرداشته باشد، در درجه اول پیامدهای ناشی از بارش هسته‌ای منتشر شده و نیز عواقبی همچون زمستان هسته‌ای که ممکن است دهه‌ها، قرن‌ها یا حتی هزاره‌ها پس از حملهٔ اولیه ادامه داشته باشد. برخی از تحلیلگران فرضیهٔ زمستان هسته‌ای را رد می‌کنند و برآوردشان این است که حتی با وجود ذخایر تسلیحات هسته‌ای در اوج جنگ سرد و این حقیقت که میلیاردها نفر کشته خواهند شد، ولی میلیاردها نفر دیگر از مردم مناطق روستایی زنده خواهند ماند. با این حال یک استدلال دیگر این است که آثار ثانویهٔ یک هولوکاست هسته‌ای همچون قحطی هسته‌ای و فروپاشی جامعه منجر به مرگ قریب به تمامی انسان‌های روی زمین از گرسنگی خواهد شد.
تا زمان حال تنها مورد به‌کارگیری از سلاح‌های هسته‌ای در درگیریهای مسلحانه در بمباران اتمی هیروشیما و ناکازاکی توسط آمریکا در سال ۱۹۴۵ بوده است. در ۶ ماه اوت ۱۹۴۵، دستگاهی شبیه به یک اسلحهٔ اورانیومی (با نام رمزی «پسر کوچک») بر روی شهر هیروشیمای ژاپن انداخته شد. سه روز بعد در ۹ اوت نوعی از بمب پلوتونیوم (با نام رمزی «مرد چاق») بر فراز شهر ناگازاکی منفجر شد. این دو بمب‌گذاری مجموعاً منجر به کشته شدن حدود ۲۰۰۰۰۰ نفر و تسلیم شدن ژاپن در جنگ گردید.

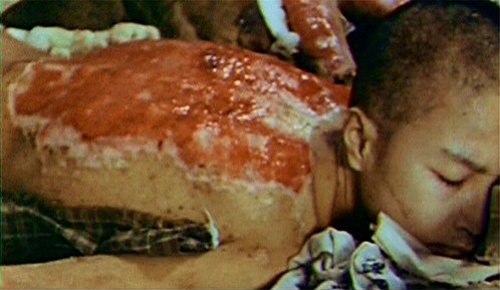
عکسی از جراحات پشت «سومیترو تانیگوچی» که در ژانویه ۱۹۴۶ توسط عکاسی از سپاه تفنگداران دریایی ایالات متحده گرفته شد

پس از جنگ جهانی دوم سلاح‌های هسته‌ای توسط اتحاد جماهیر شوروی (۱۹۴۹)، انگلستان (۱۹۵۲)، فرانسه (۱۹۶۰) و جمهوری خلق چین (۱۹۶۴) نیز توسعه یافتند که این نقش به سزایی در افزایش درگیری و تنش‌هایی داشت که به جنگ سرد معروف شد. در سال ۱۹۷۴ هند و در ۱۹۹۸ پاکستان دو کشوری که آشکارا با یکدیگر خصومت داشتند، سلاح هسته‌ای تولید کردند. این باور وجود دارد که اسرائیل (دههٔ ۶۰ میلادی) و کره شمالی (۲۰۰۶) نیز ذخایر تسلیحات هسته‌ای تولید کرده‌اند، ولی اطلاعاتی در مورد تعداد آنها موجود نیست. دولت اسرائیل هیچگاه داشتن سلاح هسته‌ای را نه پذیرفته و نه تکذیب کرده است، اگرچه بارز است که راکتور و کارخانهٔ بازفرآوری لازم برای ساخت سلاح‌های هسته‌ای را ساخته است. آفریقای جنوبی نیز چندین سلاح هسته‌ای کامل در دههٔ ۱۹۸۰ تولید کرد، اما متعاقباً اولین کشوری بود که به‌طور داوطلبانه ذخایر تسلیحات ساخت خود را نابود کرد و تولید بیشتر را کنار گذاشت (دههٔ ۱۹۹۰). سلاح‌های هسته‌ای در بیش از ۲۰۰۰ مورد برای آزمایش و نیز نمایش منفجر شده‌اند.
پس از فروپاشی اتحاد جماهیر شوروی در سال ۱۹۹۱ که منجر به پایان جنگ سرد شد، عموماً تصور بر این بود که خطر یک جنگ هسته‌ای بزرگ میان دو ابرقدرت هسته‌ای کاهش یافته است. از آن زمان، نگرانی اصلی در مورد سلاح‌های هسته‌ای جلوگیری از درگیری‌های هسته‌ای محلی ناشی از پروتکل الحاقی به معاهدهٔ منع گسترش سلاح‌های هسته‌ای و نیز تهدید تروریسم هسته‌ای است.

## انواع جنگ هسته‌ای
|                    | نماد | یونی‌کد | تصویر                |
| ------------------ | ---- | ------ | -------------------- |
| جنگ‌افزارهای سمی    | ☠    | U+2620 | Skull and crossbones |
| جنگ‌افزارهای هسته‌ای | ☢    | U+2622 | Radioactivity        |
| جنگ‌افزار میکروبی   | ☣    | U+2623 | Biohazard            |
| جنگ‌افزار شیمیایی   | N/A  | N/A    | Chemical warfare     |

احتمال استفاده از سلاح‌های هسته‌ای در جنگ معمولاً به دو زیر گروه تقسیم می‌شود که هریک دارای تأثیرات متفاوتی است و به‌طور بالقوه جنگ با گونه‌ای متفاوت از تسلیحات هسته‌ای انجام می‌گیرد.
اولین زیر گروه «جنگ هسته‌ای محدود» است که به استفادهٔ دو (یا بیشتر) متخاصم از سلاح‌های هسته‌ای در مقیاس کوچک اشاره دارد. یک جنگ هسته‌ای محدود می‌تواند شامل هدف قرار دادن تأسیسات نظامی باشد، یا به منظور ناتوان کردن پیشگیرانهٔ دشمن تا نتواند اقدام به حملهٔ دفاعی کند یا به عنوان مقدمه‌ای برای حملهٔ نیروهای معمولی و به عنوان یک اقدام تهاجمی به کار گرفته شود. این اصطلاح ممکن است برای هر گونه استفادهٔ کوچک از سلاح‌های هسته‌ای که ممکن است شامل اهداف نظامی یا غیرنظامی (یا هر دو) باشد به کار رود.
دومین زیر گروه «جنگ هسته‌ای در مقیاس کامل» است که می‌تواند شامل استفاده از تعداد زیادی سلاح هسته‌ای باشد که در حمله به کل یک کشور، از جمله اهداف نظامی، غیرنظامی و اقتصادی به کار گرفته شود. چنین حمله‌ای به یقین می‌تواند تمامی زیرساخت‌های اقتصادی، اجتماعی و نظامی کشور مورد هدف را از بین ببرد و احتمالاً تأثیر مخربی بر زیست کره زمین خواهد داشت.
استدلال برخی از استراتژیست‌های جنگ سرد از جمله هنری کیسینجر این بود که یک جنگ هسته‌ای محدود بین دو ابرقدرت بسیار مسلح (مانند ایالات متحده و اتحاد جماهیر شوروی) امکان‌پذیر است. با این وجود برخی بر این باورند که یک جنگ محدود به‌طور بالقوه می‌تواند منجر به یک جنگ هسته‌ای در مقیاس کامل شود. دیگران جنگ هسته‌ای محدود را یک «هولوکاست هسته‌ای جهانی در حرکت آهسته» نامیده‌اند و استدلال می‌کنند که زمانی که چنین جنگی رخ دهد، سایرین مطمئناً در طول چند دهه دنباله‌رو خواهند شد و درست همانند یک جنگ هسته‌ای در مقیاس کامل بین دو ابرقدرت، عملاً این کرهٔ خاکی را به مکانی غیرقابل سکونت تبدیل خواهند کرد. تنها تفاوت آن مسیری طولانی‌تر (و بی‌شک رنج‌آورتر) با نتیجه‌ای یکسان خواهد بود.

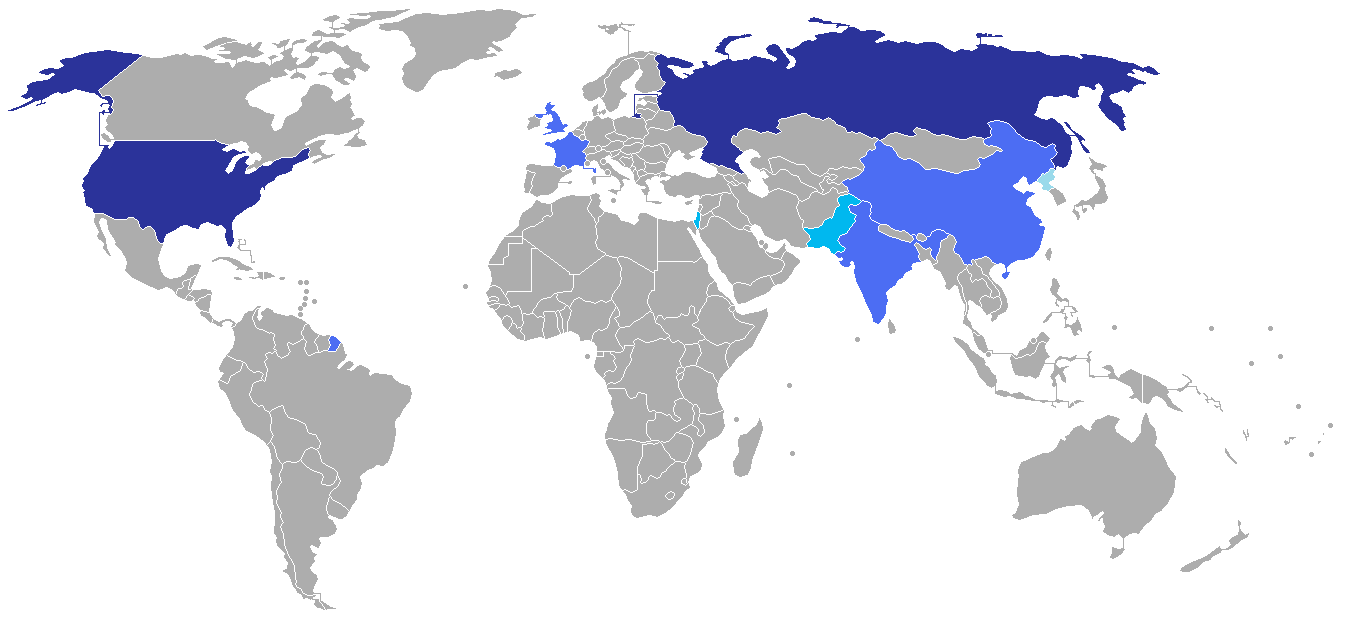
ذخایر بزرگ با محدوده جهانی (آبی تیره)، ذخایر کوچکتر با محدوده جهانی (آبی متوسط)، ذخایر کوچک با محدوده منطقه‌ای (آبی روشن).

## تروریسم هسته‌ای
تروریسم هسته‌ای توسط سازمانهای غیردولتی (و یا حتی افراد شخصی) عمدتاً عاملی ناشناخته و کمتر تحقیق شده در زمینهٔ بازدارندگی هسته‌ای است. این به آن دلیل است که دولتهایی که دارای سلاح‌های هسته‌ای هستند مستعد اقدامات تلافی‌جویانه‌اند، در حالی که عاملان فرعی یا فرامرزی کمتر چنین تمایلاتی از خود نشان می‌دهند. فروپاشی اتحاد جماهیر شوروی این احتمال را افزایش داده است که سلاح‌های هسته‌ای شوروی سابق (باصطلاح «سلاح‌های هسته‌ای آزاد») در بازار سیاه موجود شوند.
موارد نگران‌کنندهٔ دیگری نیز در مورد امنیت سلاح‌های هسته‌ای در دست قدرتهای جدیدتر هسته‌ای با دولتهای نسبتاً کم ثبات (همچون پاکستان) ابراز شده است. اما در هر مورد، این نگرانیها با اظهارات و شواهد ارائه شده توسط آن کشورها و نیز برنامه‌های همکاری بین‌المللی تا حدی برطرف شده است. با این حال بسیاری از کاهش نسبی امنیت سلاح‌های هسته‌ای در سال‌های اخیر نگرانند و این امر که تروریست‌ها یا سایرین ممکن است سعی کنند کنترل (و یا استفاده) از سلاح‌های هسته‌ای، فن‌آوری‌های کاربردی نظامی یا مواد هسته‌ای و سوخت را در دست گیرند.
یکی دیگر از تهدیدهای احتمالی تروریسم هسته‌ای دستگاه‌هایی هستند که برای پخش مواد هسته‌ای در یک منطقه وسیع با استفاده از مواد منفجره معمولی به نام بمب‌های کثیف طراحی شده‌اند. انفجار «بمب کثیف» نه موجب یک انفجار هسته‌ای خواهد شد و نه انتشار پرتوهای هسته‌ای به میزانی که منجر به کشته یا زخمی شدن تعداد زیادی از مردم شود. با این حال می‌تواند اختلالات شدیدی ایجاد کند که مستلزم روش‌های بسیار پرهزینه برای پاکسازی و افزایش هزینه‌های اقدامات امنیتی شود.